# فهرست پرفروش‌ترین فیلم‌های پویانمایی دهه ۲۰۱۰
این فهرستی از پرفروش‌ترین فیلم‌های پویانمایی دهه ۲۰۱۰ است.

## پرفروش‌ترین فیلم‌های انیمیشن دهه ۲۰۱۰
دریم‌ورکس انیمیشن با ۱۲ فیلم در صدر این فهرست قرار دارد، در حالی که پیکسار با بیشترین تعداد استودیو در این دهه چهار فیلم را در ۱۰ برتر قرار داد. پخش‌کننده‌های ذکر شده برای تاریخ انتشار تئاتر هستند و ارقام به دلار آمریکا داده شده‌اند.
| ۵۰ برترین |                                             |                                 |                                                                          |                            |                |      |               |
| رتبه      | عنوان                                       | کشور                            | استودیو                                                                  | پخش‌کننده                   | ناخالص جهانی   | سال  | Ref           |
| ۱         | شیرشاه                                      | آمریکا                          | والت دیزنی پیکچرز،جان فاورو،مووینگ پیکچر                                 | استودیو سینمایی والت دیزنی | $۱٬۶۵۶٬۹۴۳٬۳۹۴ | ۲۰۱۹ | [ ۱ ]         |
| ۲         | یخ‌زده ۲                                     | آمریکا                          | والت دیزنی پیکچرز،استودیو انیمیشن والت دیزنی                             | استودیو سینمایی والت دیزنی | $۱٬۴۵۰٬۰۲۶٬۹۳۳ | ۲۰۱۹ | [ ۲ ]         |
| ۳         | یخ‌زده                                       | آمریکا                          | والت دیزنی پیکچرز،استودیو انیمیشن والت دیزنی                             | استودیو سینمایی والت دیزنی | $۱٬۲۹۰٬۰۰۰٬۰۰۰ | ۲۰۱۳ | [ ۳ ]         |
| ۴         | شگفت‌انگیزان ۲                               | آمریکا                          | پیکسار                                                                   | استودیو سینمایی والت دیزنی | $۱٬۲۴۲٬۶۹۳٬۳۳۳ | ۲۰۱۸ | [ ۴ ]         |
| ۵         | مینیون‌ها                                    | آمریکا                          | ایلومینیشن اینترتینمنت                                                   | یونیورسال پیکچرز           | $۱٬۱۵۹٬۳۹۸٬۳۹۷ | ۲۰۱۵ | [ ۵ ]         |
| ۶         | داستان اسباب‌بازی ۴                          | آمریکا                          | پیکسار                                                                   | استودیو سینمایی والت دیزنی | $۱٬۰۷۳٬۳۹۴٬۵۹۳ | ۲۰۱۹ | [ ۶ ]         |
| ۷         | داستان اسباب‌بازی ۳                          | آمریکا                          | پیکسار                                                                   | استودیو سینمایی والت دیزنی | $۱٬۰۶۶٬۹۶۹٬۷۰۳ | ۲۰۱۰ | [ ۷ ] [ ۸ ]   |
| ۸         | من نفرت‌انگیز ۳                              | آمریکا                          | ایلومینیشن اینترتینمنت                                                   | یونیورسال پیکچرز           | $۱٬۰۳۴٬۷۹۹٬۴۰۹ | ۲۰۱۷ | [ ۹ ]         |
| ۹         | در جستجوی دوری                              | آمریکا                          | پیکسار                                                                   | استودیو سینمایی والت دیزنی | $۱٬۰۲۸٬۵۷۰٬۸۸۹ | ۲۰۱۶ | [ ۱۰ ]        |
| ۱۰        | زوتوپیا                                     | آمریکا                          | والت دیزنی پیکچرز، استودیوهای والت دیزنی انیمیشن                         | استودیو سینمایی والت دیزنی | $۱٬۰۲۳٬۷۸۴٬۱۹۵ | ۲۰۱۶ | [ ۱۱ ]        |
| ۱۱        | من نفرت‌انگیز ۲                              | آمریکا                          | ایلومینیشن اینترتینمنت                                                   | یونیورسال پیکچرز           | $۹۷۰٬۷۶۱٬۸۸۵   | ۲۰۱۳ | [ ۱۲ ] [ ۱۳ ] |
| ۱۲        | عصر یخبندان: رانش قاره‌ای                    | آمریکا                          | انیمیشن فاکس قرن بیستم،بلو اسکای استودیو                                 | استودیو قرن بیستم          | $۸۷۷٬۲۴۴٬۷۸۲   | ۲۰۱۲ | [ ۱۴ ] [ ۱۵ ] |
| ۱۳        | زندگی پنهان حیوانات خانگی                   | آمریکا                          | ایلومینیشن اینترتینمنت                                                   | یونیورسال پیکچرز           | $۸۷۵٬۴۵۷٬۹۳۷   | ۲۰۱۶ | [ ۱۶ ]        |
| ۱۴        | درون و بیرون                                | آمریکا                          | پیکسار                                                                   | استودیو سینمایی والت دیزنی | $۸۵۷٬۶۱۱٬۱۷۴   | ۲۰۱۵ | [ ۱۷ ]        |
| ۱۵        | کوکو                                        | آمریکا                          | پیکسار                                                                   | استودیو سینمایی والت دیزنی | $۸۰۷٬۰۸۲٬۱۹۶   | ۲۰۱۷ | [ ۱۸ ]        |
| ۱۶        | شرک برای همیشه                              | آمریکا                          | دریم‌ورکس انیمیشن                                                         | پارامونت پیکچرز            | $۷۵۲٬۶۰۰٬۸۶۷   | ۲۰۱۰ | [ ۱۹ ]        |
| ۱۷        | ماداگاسکار ۳: تحت تعقیب‌ترین‌های اروپا        | آمریکا                          | دریم‌ورکس انیمیشن،پی‌دی‌آی                                                  | پارامونت پیکچرز            | $۷۴۶٬۹۲۱٬۲۷۴   | ۲۰۱۲ | [ ۲۰ ] [ ۲۱ ] |
| ۱۸        | دانشگاه هیولاها                             | آمریکا                          | پیکسار                                                                   | استودیو سینمایی والت دیزنی | $۷۴۴٬۲۲۹٬۴۳۷   | ۲۰۱۳ | [ ۲۲ ] [ ۲۳ ] |
| ۱۹        | نژا                                         | چین                             | پکن انلایت مدیا، شرکت کارتون چنگو کوکو، هورگوس کالوروم پیکچرز، اکتبرمدیا | بیجینگ اینلایت پیکچرز      | $۷۲۷٬۲۶۸٬۱۷۲   | ۲۰۱۹ | [ ۲۴ ]        |
| ۲۰        | پاندای کونگ‌فوکار ۲                          | آمریکا                          | دریم‌ورکس انیمیشن                                                         | پارامونت پیکچرز            | $۶۶۵٬۶۹۲٬۲۸۱   | ۲۰۱۱ | [ ۲۵ ] [ ۲۶ ] |
| ۲۱        | شش قهرمان بزرگ                              | آمریکا                          | والت دیزنی پیکچرز، استودیوهای والت دیزنی انیمیشن                         | استودیو سینمایی والت دیزنی | $۶۵۷٬۸۱۸٬۶۱۲   | ۲۰۱۴ | [ ۲۷ ] [ ۲۸ ] |
| ۲۲        | موانا                                       | آمریکا                          | والت دیزنی پیکچرز، استودیوهای والت دیزنی انیمیشن                         | استودیو سینمایی والت دیزنی | $۶۴۳٬۳۳۱٬۱۱۱   | ۲۰۱۶ | [ ۲۹ ]        |
| ۲۳        | آواز                                        | آمریکا                          | ایلومینیشن اینترتینمنت                                                   | یونیورسال پیکچرز           | $۶۳۴٬۱۵۱٬۶۷۹   | ۲۰۱۶ | [ ۳۰ ]        |
| ۲۴        | چگونه اژدهای خود را تربیت کنیم ۲            | آمریکا                          | دریم‌ورکس انیمیشن                                                         | استودیو قرن بیستم          | $۶۲۱٬۵۳۷٬۵۱۹   | ۲۰۱۴ | [ ۳۱ ] [ ۳۲ ] |
| ۲۵        | گیسوکمند                                    | آمریکا                          | والت دیزنی پیکچرز، استودیوهای والت دیزنی انیمیشن                         | استودیو سینمایی والت دیزنی | $۵۹۱٬۷۹۴٬۹۳۶   | ۲۰۱۰ | [ ۳۳ ] [ ۳۴ ] |
| ۲۶        | غارنشین‌ها                                   | آمریکا                          | دریم‌ورکس انیمیشن                                                         | استودیو قرن بیستم          | $۵۸۷٬۲۰۴٬۶۶۸   | ۲۰۱۳ | [ ۳۵ ] [ ۳۶ ] |
| ۲۷        | ماشین‌ها ۲                                   | آمریکا                          | پیکسار                                                                   | استودیو سینمایی والت دیزنی | $۵۶۲٬۱۱۰٬۵۵۷   | ۲۰۱۱ | [ ۳۷ ] [ ۳۸ ] |
| ۲۸        | گربه چکمه‌پوش                                | آمریکا                          | دریم‌ورکس انیمیشن                                                         | پارامونت پیکچرز            | $۵۵۴٬۹۸۷٬۴۷۷   | ۲۰۱۱ | [ ۳۹ ] [ ۴۰ ] |
| ۲۹        | من نفرت‌انگیز                                | آمریکا                          | ایلومینیشن اینترتینمنت                                                   | یونیورسال پیکچرز           | $۵۴۳٬۱۱۳٬۹۸۵   | ۲۰۱۰ | [ ۳۴ ] [ ۴۱ ] |
| ۳۰        | دلیر                                        | آمریکا                          | پیکسار                                                                   | استودیو سینمایی والت دیزنی | $۵۴۰٬۴۳۷٬۰۶۳   | ۲۰۱۲ | [ ۲۱ ] [ ۴۲ ] |
| ۳۱        | رالف اینترنت را خراب می‌کند                  | آمریکا                          | والت دیزنی پیکچرز، استودیوهای والت دیزنی انیمیشن                         | استودیو سینمایی والت دیزنی | $۵۲۹٬۰۰۹٬۸۲۴   | ۲۰۱۸ | [ ۴۳ ]        |
| ۳۲        | هتل ترانسیلوانیا ۳: تعطیلات تابستانی        | آمریکا                          | سونی پیکچرز انیمیشن،سونی پیکچرز ایمج‌ورکز                                 | کلمبیا پیکچرز              | $۵۲۸٬۵۸۳٬۷۷۴   | ۲۰۱۸ | [ ۴۴ ]        |
| ۳۳        | بچه رئیس                                    | آمریکا                          | دریم‌ورکس انیمیشن                                                         | استودیو قرن بیستم          | $۵۲۷٬۹۶۵٬۹۳۶   | ۲۰۱۷ | [ ۴۵ ]        |
| ۳۴        | پاندای کونگ‌فوکار ۳                          | آمریکا، چین                     | دریم‌ورکس انیمیشن، استودیو پرل،گروه فیلم چین                              | استودیو قرن بیستم          | $۵۲۱٬۱۷۰٬۸۲۵   | ۲۰۱۶ | [ ۴۶ ]        |
| ۳۵        | چگونه اژدهای خود را تربیت کنیم: دنیای پنهان | آمریکا                          | دریم‌ورکس انیمیشن                                                         | یونیورسال پیکچرز           | $۵۱۹٬۵۸۶٬۰۳۵   | ۲۰۱۹ | [ ۴۷ ]        |
| ۳۶        | گرینچ                                       | آمریکا                          | ایلومینیشن اینترتینمنت،دکتر زوس                                          | یونیورسال پیکچرز           | $۵۱۱٬۵۶۵٬۳۴۸   | ۲۰۱۸ | [ ۴۸ ]        |
| ۳۷        | ریو ۲                                       | آمریکا                          | انیمیشن فاکس قرن بیستم،بلو اسکای استودیو                                 | استودیو قرن بیستم          | $۵۰۰٬۱۰۱٬۹۷۲   | ۲۰۱۴ | [ ۳۲ ] [ ۴۹ ] |
| ۳۸        | چگونه اژدهای خود را تربیت کنیم              | آمریکا                          | دریم‌ورکس انیمیشن                                                         | پارامونت پیکچرز            | $۴۹۴٬۸۷۸٬۷۵۹   | ۲۰۱۰ | [ ۵۰ ] [ ۵۱ ] |
| ۳۹        | ریو                                         | آمریکا                          | انیمیشن فاکس قرن بیستم،بلو اسکای استودیو                                 | استودیو قرن بیستم          | $۴۸۴٬۶۳۵٬۷۶۰   | ۲۰۱۱ | [ ۵۲ ] [ ۵۳ ] |
| ۴۰        | هتل ترانسیلوانیا ۲                          | آمریکا                          | سونی پیکچرز انیمیشن، سونی پیکچرز ایمج‌وورکس                               | کلمبیا پیکچرز              | $۴۷۳٬۲۲۶٬۹۵۸   | ۲۰۱۵ | [ ۵۴ ]        |
| ۴۱        | رالف خرابکار                                | آمریکا                          | والت دیزنی پیکچرز، استودیوهای والت دیزنی انیمیشن                         | استودیو سینمایی والت دیزنی | $۴۷۱٬۲۲۲٬۸۸۹   | ۲۰۱۲ | [ ۵۵ ]        |
| ۴۲        | فیلم لگو                                    | ایالات متحده، استرالیا، دانمارک | گروه لگو،انیمال لاجیک،ویلیج رودشو پیکچرز                                 | برادران وارنر              | $۴۶۹٬۱۶۰٬۶۹۲   | ۲۰۱۴ | [ ۵۴ ]        |
| ۴۳        | زندگی پنهان حیوانات خانگی ۲                 | ایالات متحده                    | ایلومینیشن اینترتینمنت                                                   | یونیورسال پیکچرز           | $۴۳۰٬۰۵۱٬۲۹۳   | ۲۰۱۹ | [ ۵۶ ]        |
| ۴۴        | عصر یخبندان: مسیر برخورد                    | ایالات متحده                    | انیمیشن فاکس قرن بیستم،بلو اسکای استودیو                                 | استودیو قرن بیستم          | $۴۰۸٬۵۷۹٬۰۳۸   | ۲۰۱۶ | [ ۵۴ ]        |
| ۴۵        | خانه                                        | ایالات متحده                    | دریم‌ورکس انیمیشن                                                         | استودیو قرن بیستم          | $۳۸۶٬۰۴۱٬۶۰۷   | ۲۰۱۵ | [ ۵۴ ]        |
| ۴۶        | ماشین‌ها ۳                                   | ایالات متحده                    | پیکسار                                                                   | استودیو سینمایی والت دیزنی | $۳۸۳٬۹۳۰٬۶۵۶   | ۲۰۱۷ | [ ۵۴ ]        |
| ۴۷        | مرد عنکبوتی: به درون دنیای عنکبوتی          | ایالات متحده                    | سونی پیکچرز انیمیشن، سونی پیکچرز ایمج‌وورکس، مارول استودیوز،ایمی پاسکال   | کلمبیا پیکچرز              | $۳۷۵٬۴۱۴٬۶۳۷   | ۲۰۱۸ | [ ۵۴ ]        |
| ۴۸        | ماجراهای تن‌تن                               | ایالات متحده                    | نیکلودئون موویز،امبلین اینترتینمنت،وتا دیجیتال                           | پارامونت پیکچرز            | $۳۷۳٬۹۹۳٬۹۵۱   | ۲۰۱۱ | [ ۵۴ ]        |
| ۴۹        | پنگوئن‌های ماداگاسکار                        | ایالات متحده                    | دریم‌ورکس انیمیشن، پی‌دی‌آی                                                 | استودیو قرن بیستم          | $۳۷۳٬۰۱۵٬۶۲۱   | ۲۰۱۴ | [ ۵۴ ]        |
| ۵۰        | نام تو                                      | ژاپن                            | کومیکس ویو فیلمز                                                         | توهو                       | $۳۵۹٬۸۸۹٬۷۴۹   | ۲۰۱۶ | [ ۵۴ ]        |

## پرفروش‌ترین فیلم‌ها بر پایهٔ سال
| سال  | عنوان                    | استودیو                                      | ناخالص جهانی   | بودجه        |
| ---- | ------------------------ | -------------------------------------------- | -------------- | ------------ |
| ۲۰۱۰ | داستان اسباب‌بازی ۳       | والت دیزنی پیکچرز،پیکسار                     | $۱٬۰۶۶٬۹۶۹٬۷۰۳ | $۲۰۰٬۰۰۰٬۰۰۰ |
| ۲۰۱۱ | پاندای کونگ‌فوکار ۲       | پارامونت پیکچرز،دریم‌ورکس انیمیشن             | $۶۶۵٬۶۹۲٬۲۸۱   | $۱۵۰٬۰۰۰٬۰۰۰ |
| ۲۰۱۲ | عصر یخبندان: رانش قاره‌ای | استودیو قرن بیستم،بلو اسکای استودیو          | $۸۷۷٬۲۴۴٬۷۸۲   | $۹۵٬۰۰۰٬۰۰۰  |
| ۲۰۱۳ | یخ‌زده                    | والت دیزنی پیکچرز،استودیو انیمیشن والت دیزنی | $۱٬۲۹۰٬۰۰۰٬۰۰۰ | $۱۵۰٬۰۰۰٬۰۰۰ |
| ۲۰۱۴ | شش قهرمان بزرگ           | والت دیزنی پیکچرز،استودیو انیمیشن والت دیزنی | $۶۵۷٬۸۱۸٬۶۱۲   | $۱۶۵٬۰۰۰٬۰۰۰ |
| ۲۰۱۵ | مینیون‌ها                 | یونیورسال پیکچرز،ایلومینیشن اینترتینمنت      | $۱٬۱۵۹٬۳۹۸٬۳۹۷ | $۷۴٬۰۰۰٬۰۰۰  |
| ۲۰۱۶ | در جستجوی دوری           | والت دیزنی پیکچرز،پیکسار                     | $۱٬۰۲۸٬۵۷۰٬۸۸۹ | $۲۰۰٬۰۰۰٬۰۰۰ |
| ۲۰۱۷ | من نفرت‌انگیز ۳           | یونیورسال پیکچرز،ایلومینیشن اینترتینمنت      | $۱٬۰۳۴٬۷۹۹٬۴۰۹ | $۸۰٬۰۰۰٬۰۰۰  |
| ۲۰۱۸ | شگفت‌انگیزان ۲            | والت دیزنی پیکچرز،پیکسار                     | $۱٬۲۴۲٬۸۰۵٬۳۵۹ | $۲۰۰٬۰۰۰٬۰۰۰ |
| ۲۰۱۹ | شیرشاه                   | والت دیزنی پیکچرز                            | $۱٬۶۵۶٬۹۴۳٬۳۹۴ | $۲۶۰٬۰۰۰٬۰۰۰ |